# Yoshiaki Fujita
Yoshiaki Fujita (藤田 義明 Fujita Yoshiaki?, nacido el 12 de enero de 1983 en Tochigi) es un exfutbolista japonés que se desempeñaba como defensa.

## Trayectoria

### Clubes
| Club             | País  | Año         |
| ---------------- | ----- | ----------- |
| JEF United Chiba | Japón | 2005 - 2006 |
| Oita Trinita     | Japón | 2006 - 2010 |
| Júbilo Iwata     | Japón | 2011 - 2020 |

## Estadística de carrera

### J. League
| Club             | Año   | J. League | J. League | Copa J. League | Copa J. League | Total | Total |
| Club             | Año   | Part.     | Goles     | Part.          | Goles          | Part. | Goles |
| ---------------- | ----- | --------- | --------- | -------------- | -------------- | ----- | ----- |
| JEF United Chiba | 2005  | 1         | 0         | 0              | 0              | 1     | 0     |
| JEF United Chiba | 2006  | 0         | 0         | 0              | 0              | 0     | 0     |
| Oita Trinita     | 2006  | 4         | 0         | 0              | 0              | 4     | 0     |
| Oita Trinita     | 2007  | 31        | 2         | 5              | 0              | 36    | 2     |
| Oita Trinita     | 2008  | 26        | 0         | 11             | 0              | 37    | 0     |
| Oita Trinita     | 2009  | 28        | 0         | 6              | 0              | 34    | 0     |
| Oita Trinita     | 2010  | 20        | 0         | -              | -              | 20    | 0     |
| Júbilo Iwata     | 2011  | 31        | 1         | 4              | 0              | 35    | 1     |
| Júbilo Iwata     | 2012  | 31        | 1         | 3              | 0              | 34    | 1     |
| Júbilo Iwata     | 2013  | 32        | 0         | 5              | 0              | 37    | 0     |
| Júbilo Iwata     | 2014  | 41        | 0         | -              | -              | 41    | 0     |
| Júbilo Iwata     | 2015  | 36        | 1         | -              | -              | 36    | 1     |
| Júbilo Iwata     | 2016  | 18        | 0         | 6              | 1              | 24    | 1     |
| Júbilo Iwata     | 2017  | 5         | 0         | 5              | 1              | 10    | 1     |
| Total            | Total | 304       | 5         | 45             | 2              | 349   | 7     |